# Свето римско царство
Свето римско царство (лат. Sacrum Romanum Imperium, њем. Heiliges Römisches Reich; од 1512. Свето римско царство немачког народа, лат. Sacrum Imperium Romanum Nationis Germanicae или Sacrum Imperium Romanum Nationis Teutonicae, њем. Heiliges Römisches Reich Deutscher Nation) је међудржавна творевина, која је постојала од 962. до 1806. године обједињавајући многе територије у Европи. За време своје највеће моћи царство је укључивало територије данашњих држава: Немачке која је представљала њено језгро, северне и средње Италије, Холандије, Чешке, као и део Француске. Од 1134. године се формално састојало из три краљевства: Немачке, Италије и Бургундије. Од 1135. године у саставу царства се налазила и Бохемија, али њен званични статус у царству је коначно решен тек 1212. године.
Царство је основао источнофраначки краљ Отон I 962. године и било је виђено као наследник Римског царства и Франачке Карла Великог. Процеси промена односа централне власти са субјектима, у саставу царства, долазиле су са трендовима децентрализације власти. Царство је током своје историје опстало као децентрализована творевина са сложеном феудалном хијерархијском структуром, сједињавајући неколико стотина територијално-државних творевина. На челу царства био је цар. Царска титула није била наследна, а додељивала се на основу избора кнежева изборника. Царева власт никада није била апсолутна и ограничавала се на највишу аристократију Немачке, а од краја 15. века у Рајхстагу су заступани интереси главног слоја царства.
Царство које је стално било растрзано сукобима државица, приватним ратовима, Реформацијом, Тридесетогодишњим ратом и потпуним губитком ауторитета цара, таворило је до 6. августа 1806. године, када га је Наполеон I Бонапарта и формално укинуо.

## Назив
Термин свето у називу средњовековног Римског царства је у употреби од 1157. године и владавине цара Фридриха I Барбаросе. Тај назив је додат као израз Барбаросине амбиције да доминира Италијом и Папинством, пре 1157. се звало једноставно Римско царство.
У указу скупштине у Келну из 1512. године име је службено промењено у Свето римско царство немачког народа (лат. Imperium Romanum Sacrum Nations Germanicæ).
Француски писац Волтер је напоменуо саркастично: „Ова накупина која се звала и још саму себе зове Свето римско царство нити је свето, нити римско, а нити царство”.

## Оснивање
Свето римско царство основао је Отон I, који је у Риму 962. године крунисан за „римског императора“. У оваквом називу намерно су сједињене римске државне традиције са хришћанством, како би се у име римске универзалности или хришћанства оправдали освајачки ратови немачког цара.
Свето римско царство вуче корене из Верденског споразума из 843. године којим је извршена подела до тада јединственог царства Карла Великог и његових наследника. Сплетом историјских околности, титула цара опстала је у источним, немачким областима царства, где ће остати практично све до 1918. године, пошто су је и после пада Светог римског царства присвојили Хабзбурзи.
Током готово хиљадугодишње историје Царства долазило је до најразличитијих промена у унутрашњем уређењу. Али приметне су неке константне тенденције. Пре свега то је стално опадање утицаја централне, царске власти и готово непрестани унутрашњи сукоби држава и државица које су чиниле ово неконзистентно, квазијединствено Царство.

## Институције царства
Цар је био врховни владар, наследник римских царева и уз папу глава католичких верника. Практично је веома мало моћи стојало иза ове титуле. Институција цара је била изборног карактера. После раног периода када су немачког краља (који би касније постајао Цар) бирала стара, најзначајнија племенска војводства, од 1356. усталио се избор преко посебног бирачког тела. То бирачко тело чинили су четири немачка великаша — краљ Чешке (Бохемије), маркгроф од Бранденбурга, кнез Палатината и кнез Саксоније, као и три надбискупа — од Мајнца, Трира и Келна. Касније је додат и пети световни члан, баварски војвода. С обзиром да су они суверено одлучивали о избору, кандидат за цара морао је утицати на њих великим наградама и обећањима земљишних поседа.
До 1508. године крунисање је обављао папа. Често би потрајало и неколико година док би будући цар успео да среди односе у земљи, односе са папом и коначно стигне у Рим на крунисање. Све је ово чињено да би се већ од почетка утицало да цар има далеко мањи углед и ауторитет него што би царство ове величине захтевало.
Територије које су чиниле ову заједницу биле су различите. Царским поседом (чланицом царства) сматрала се свака територија која изнад себе није имала никог другог за сениора сем цара. Тако су ту спадале најразличитије територије и политичке творевине, од краљевине (Чешке), војводстава и кнежевина, па до бискупских територија и слободних градова. Број чланица царства прелазио је и неколико стотина и варирао је кроз периоде, већ како се развијала политичка и војна ситуација.
На непостојање централне власти указује и то што ни у једном моменту постојања царства цар није могао да изда правни акт који би неспорно важио за читаву територију. У првом периоду ово је било ограничено разним повељама појединим територијама, као и фактичком самосталношћу разних кнежева. Касније је ово право цара и формално ускраћено формирањем Рајхстага крајем 15. века. У првом периоду Рајхстаг као законодавна скупштина се састајао нередовно, на различитим местима, на захтев цара. Од 1663. године Рајхстаг постаје стални орган.
Рајхстаг је био институција са уграђеним сопственим манама и иманентном неефикасношћу. Био је састављен од три дома:
- дома електора
- дома кнежева (световних и духовних) и
- дома слободних царских градова

Унутрашња структура је била замршена, са мешавином индивидуалних и куријалних гласачких права и одликовала се видљивом неједнакошћу у представљању конституенса царства. Нешто боље су радила два централна царска суда, која су уживала одређени углед у решавању непрестаних спорова државица-чланица.
Покушај стриктнијег формалног уређења направљен је 1512. године када је организовано 10 царских кругова, у ствари 10 регионалних група државица које су имале засебне Диете (скупштине). Диете фактички нису имале већег утицаја, а сама подела је била извршена више у циљу бољег организовања одбране и равномернијег опорезивања.
Најзначајније административно тело била је Царска дворска канцеларија, која је установљена 1559. године, са седиштем у Бечу. Настала је реорганизацијом ранијих административних тела, а постојала је све до 1806. године. На челу канцеларије налазио се царски архиканцелар, што је била почасна функција, коју су традиционално врешили надбискупи Мајнца, а послове је de facto водио царски вицеканцелар, који је биран из редова искусних државника.

## Свето римско царство и Европа
Ниједна средњовековна држава није била толико подесна као Немачка за налажење краљева изузетног карактера и талента. Ипак, од почетка до краја средњег века, Немачким царством је лоше владано. Ово није искључиво резултат чињенице да је немачка монархија била начелно изборна. Немачка круна је често била под утицајем непромишљених уступака, али је велики извор слабости била неспособност Царства да створи већину повластица које би задржале и оствариле жеље народа. Царска правда је била спора и неефикасна, зато што су феудални елементи, пре свега, међу судијама надвладали професионалне. Скупштина Царства била је слаба како у судству, тако и у законодавству, јер градови и ниже племство нису поштовали одлуке које су доношене без консултације са њима. Извршне власти биле су неефикасне и непопуларне зато што су највише функције биле проглашене правом кнежева који су, иако лаици, то постајали рођењем, или духовних лица која би могла постати добре слуге државе уколико се не би показали као добре слуге Цркве. Цар, који се ослонио на своје саветнике, био је као опслужилац. Ако би изабрао само једног човека због његове оданости и лојалности, онда би он сам био оптужен за тиранију.
Немачко царство је било формирало центар око кога су се налазиле мање државе груписане мање-више као сателити: на западу су биле Савоја и Прованса, јужно од Алпа Млетачка република, Папска држава и Краљевина Сицилија, на истоку краљевства Угарске, Чешке и Пољске, као и Руске кнежевине, на северу скандинавске земље. За Норманско краљевство у јужној Италији и на Сицилији, иако ремек-дело конструктивне политике, европска политика била је другоразредни интерес. Више су је поштовали, но што су је се плашили, јер је Норманска алијанса била толико драгоцена Светој столици. Кад су Напуљ и Сицилија били под влашћу немачких Царева, Царство се као див уздизало над државама Скандинавије, Словена и Мађара. Али и без ове подршке, Царство је могло да настави доминацију над 2/3 Европе, да царски ресурси нису били прогутани ратовима у Италији, и да су Цареви, који су дошли после „interregnuma“, дали приоритет националном интересу, а не својим породицама.
Све до 17. века, Свето римско царство је било довољно моћно да доминира Европом. У односу на њега, острвска Енглеска и Француска чија се граница налазила много западније од Рајне, представљале су периферне државе. Да је римско-немачки Цар икад успео да успостави централну власт над свим територијама које су се налазиле под његовом јурисдикцијом, односи између западноевропских земаља према тој власти могли су бити слични односима кинеских суседа према Средњем царству, при чему би Француска могла да се упореди с Вијетнамом или Корејом, а Енглеска с Јапаном.
Док је Западна Европа била заштићена, у касном средњем веку, од упада страних народа, Источна а делимично и Средња Европа је осетила удар последњих миграција из средње Азије и муслиманских земаља. У 13. веку војска Монголског царства уништила је средњовековно краљевство Пољске и довела руске кнежеве у зависност од Златне хорде. У 15. веку напредовање Турака дуж Дунава завршава се рушењем мађарске државе, већ и превише ослабљене међусобним трвењем феудалаца. Иако су се у Немачкој људи деценијама страховали од помисли да су Турци тако близу, то их није одвраћало од грађанских ратова.
Два пута после великог безвлашћа, Царство је било угрожено од Чешког краљевства. У првом случају, када је Отакар II Пшемисл током периода „interregnuma“ проширио своју моћ на рачун немачких земаља између Чешке и Јадранског мора. Међутим, убрзо је био поражен од стране Рудолфа I Хабзбуршког, у бици на Моравском пољу, 1278. године. Тада су југоисточне покрајине додељене члановима породице Хабзбурга, чиме је постављен темељ за успон те династије и потоњи настанак Хабзбуршке монархије. Рудолфовим наследницима је тада поверено да чувају југоисточну границу од упада Чеха и Мађара. У другом случају, када су Хуситски ратови донели разарања и пропаганду у све суседне провинције Царства у периоду од 1424. до 1434. године, поход за походом био лансиран против Чешке, све док јеретици, званични победници на бојном пољу, нису били исцрпљени у борби против надмоћнијег непријатеља.
Чак и територијално проширење Царства — после пропасти Бургундског војводства 1477. године — током владавине Хабзбурговаца, није могло да надокнади све велике и ненадокнадиве губитке, које је Царство дотле претрпело. Наиме, током 15. века Царство се политички распада. Положај цара је био врло висок, али његова стварна моћ је била сасвим мала, а у појединим случајевима Цар је био чак и сасвим немоћан; рајхстази не чине ништа да би ујединили и некако учврстили Царство; сваки кнез је тежио само за тим да ојача своју кнежевину, уопште не мислећи на целину. Док су у западној Европи краљеви подвргли више племство својој моћи, у Немачкој је развој ишао у супротном смеру. Немачко царство (Рајх, како је најчешће називано) није било довољно снажно да реагује и било је практично неспособно за деловање. Према споља је то била монархија, али је по свом уставноправном саставу било савез (конфедерација) државних сталежа — кнезова-изборника, кнезова и градова. Ти сталежи су тежили за највећом могућом самосталношћу, а тиме су политички слабили Царство. Унутар већих кнежевина, као што су биле Баварска, Аустрија, Саксонија, Бранденбург, одигравао се процес сличан оном у западноевропским краљевинама. Кнезови су изграђивали свој положај и све чвршће узимали у своје руке законодавство, управу и сакупљање пореза.
Немогућност царева да успоставе јаку централну власт се не може објаснити само непостојањем одговарајућих комуникација што јесте отежавало повезивање тако велике територија. Централизацију је највише осујетило раздвајање црквене и световне власти у Светом Римском Немачком царству. За разлику од фараона или цезара, за римско-немачког цара није се сматрало да поседује божанска својства. Свуда изван западне Европе, чак и у областима под јурисдикцијом православне цркве, црква и држава су биле уједињење, а најважнија наименовања и у једној и у другој зависила су од централне власти, с обзиром да Црква није поседовала ни средства ни овлашћења која би јој омогућила аутономан положај на који је западно хришћанство полагало право.
Повремени сукоби између папе и цара, као и стална опасност да дође до ескалације, створили су у западној Европи услове за каснију појаву конституционализма и поделу власти, као темеља савремене демократије. То је многим феудалцима омогућило да се цењкајући са сукобљеним странама остваре већу самосталност, захваљујући чему се у том делу Европе појавило безброј војводстава, грофовија, слободних градова и бискупија. Иако су сви феудалци теоријски били обавезни на верност цару, у пракси су чинили шта им је била воља. Централна власт скоро да није ни постојала, док су право на круну полагале многе династије. Цареви су одржавали стару слику универзалне власти коју уопште нису поседовали. Земље на периферији, Француска, Енглеска и Шпанија, нису признавале власт Светог римског царства, иако су припадале универзалној Цркви.
Чак и поред свега почетком 15. века Немачка је доживела значајан привредни успон. Нарочито у рударству, металургији, бродоградњи и производњи текстила настали су рани облици капиталистичке производње добара. По својој привредној снази Немачка је била међу првима у Европи, но није била удружена у централистички вођену државу која би осигуравала слободан пут развоју заметака капиталистичких односа. То је између осталог била основа на којој је долазило до многобројних политичких и верских потреса.
Но, и у времену безвлашћа, и као плен провинцијалних династија, Немачка је била велика и страшна, више но што је било који политички авантуриста могао и да помисли. Енергија, интелигенција и национални дух великог народа исправили су све грешке државника и недостатке институција. Касније, током 15. века, Немци су успели да схвате да упркос снажној нацији нису успели да постану држава. Утврдили су да је центар политичке моћи прешао западније и да је судбина Европе сада контролисана од стране Француза, Енглеза и Шпанаца. Ове нације су дале савршене форме нове аутократије, снажније и стручније у структури но било који средњовековна форма владавине. Немачка је, у међувремену, задржала све најгоре из старог поретка, тако да је била сведена на потпуну немоћ.
Ниједан римско-немачки Цар није могао ни да покуша да своје универзалистичке тежње преточи у политички систем, све док се у 15. веку као стални претенденти нису појавили Хабзбурзи који ће у будућности, захваљујући вешто склопљеним браковима, успети се домогну шпанске круне и огромног богатства.

## Крај епохе
Политички, црквено, привредно и културно 14. и 15. век су били преломно доба. Средњовековни поредак се распадао, Царство и папство су доспели у кризу. У италијанским градовима-државама наслућивало се једно ново схватање државе, а код виклифоваца и хусита ново схватање Цркве: ово последње огледало се и у концилском покрету. Књижевници и уметници хуманизма и ренесансе величали су, почевши од 14. века, човекову способност да сам одлучује. Способни и одлучни људи су искористили привредне промене које су наступиле после епидемија куге за проширење обрта производње и трговине. Проналазак штампарске машине створио је могућност за обавештавање ширих слојева становништва. Поморска путовања и открића Португалаца и Шпанаца коначно су, у другој половини 15. века, проширила просторе и видике деловања европских народа. На сваком кораку и у сваком тренутку наговештавала се нова друштвено-економска формација — капитализам.